# Victor Hagea

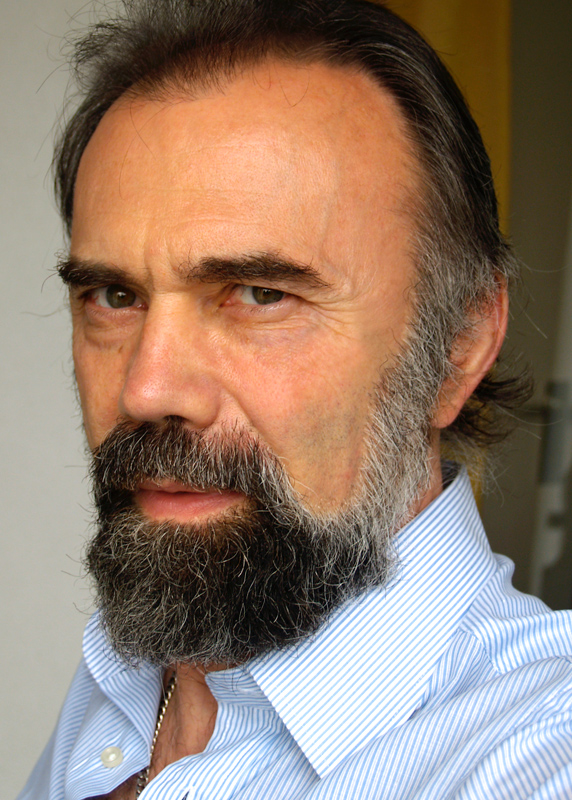
Victor Hagea

Victor Hagea (* 22. Juli 1948 in Lupeni, Eisenmarkt, Rumänien) ist ein deutscher Maler rumänischer Herkunft.

## Leben
Victor Hagea absolvierte das Gymnasium für bildende Künste in Târgu Mureș. Seine Ausbildung auf akademischer Ebene schloss er in Cluj an der Akademie für bildende und dekorative Künste im Fach Malerei ab. Parallel zu der Malerei hat er eine didaktische Aktivität als Lehrer, Lektor und Dozent für Zeichnung, Malerei, Gestaltung und Design ausgeübt. 1973 bis 1985 fungierte er als Studienrat für Malerei, Kunstzeichnen und Wandmalerei (Fresko) am Gymnasium für bildende Künste in Târgu Mureș; anschließend übernahm er auch den Posten eines Lektors im Fach Geschichte der Bildenden Künste am Theaterinstitut.
Im Januar 1985 übersiedelte Hagea nach Deutschland und war zwischen 1991 und 2004 als Dozent im Fach Gestaltungslehre, -techniken, Zeichnen und Illustration tätig. Zwischen 2004 und 2014 war er Dozent an der Akademie für Mode und Design in München.

## Werk
Victor Hagea verwendet nach eigener Aussage die Mittel der traditionellen Malerei, sowohl stilistisch als auch technisch. Konzeptuell geht er teilweise in  Richtung Surrealismus (bzw. fantastischer Realismus), möchte sich aber von den „Nebelfeldern einer bestimmten Art der Realitätsverfremdung […] trennen“. Hagea zählt sich nicht zu den  Trompe-l’œil„isten“, da er diese Art der illusionistischen Malerei lediglich als ein Mittel unter vielen anderen anwende.

## Ausstellungen
- 1980 und 1984 Biennale/Bukarest
- 1988–1999 Salon des Indépendants, Paris
- 2001–2004 OPERA Gallery Paris-New York-Singapore-Miami-Hong Kong-Miami-London-Venice-Monaco-Dubai
- 2002–2003 Salon d’Automne, Paris
- 2004–2005 „Labyrinthe & Irrgärten“ Schloss Hohnhardt, Dellarte
- 2005 Europ’Art, Palexpo, Genf
- 2005 Internationale Kunstmesse, Gent, Belgien
- 2006 Art en Capital, Grand Palais, Paris
- 2009, 2010, 2011, 2012 Münchner Künstlergenossenschaft königlich privilegiert 1868, Haus der Kunst, München[2]
- 2014 Bayern – Ungarn, Deutsches Hopfenmuseum Wolnzach
- 2014, 2015, 2017, 2018, 2019 Münchner Künstlergenossenschaft königlich privilegiert 1868, Staatliches Museum Ägyptischer Kunst, München[3]
- 2017 London Crossroads Art Fair 2017, Saatchi Gallery, London
- 2017 Shanghai Art Fair 2017

Einzelausstellungen:
- 2017 Kunstmuseum Klausenburg (Cluj), Rumänien
- 2017 The Gallery Steiner, Wien

## Bilder

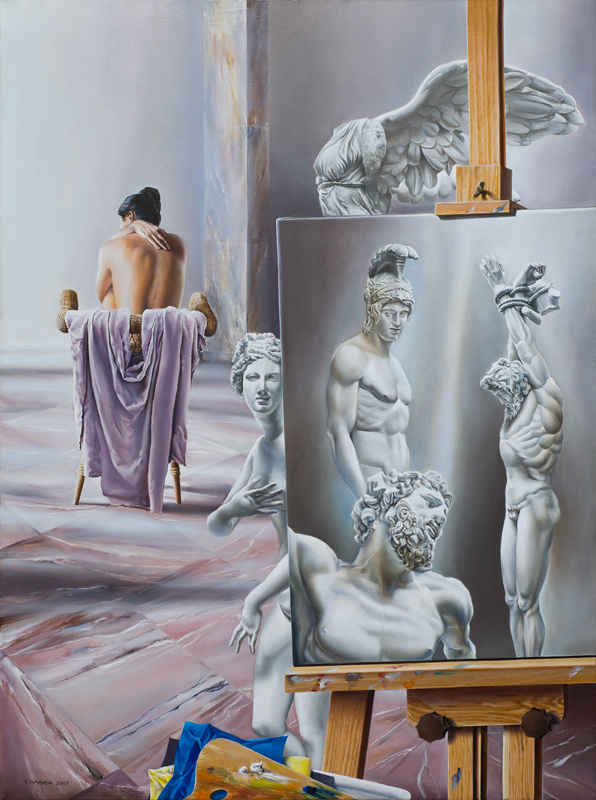
Ateliershelden
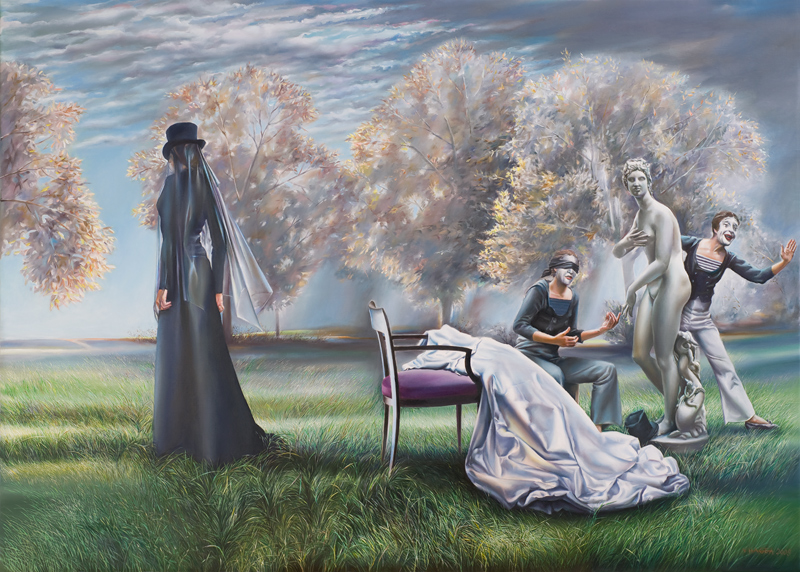
November
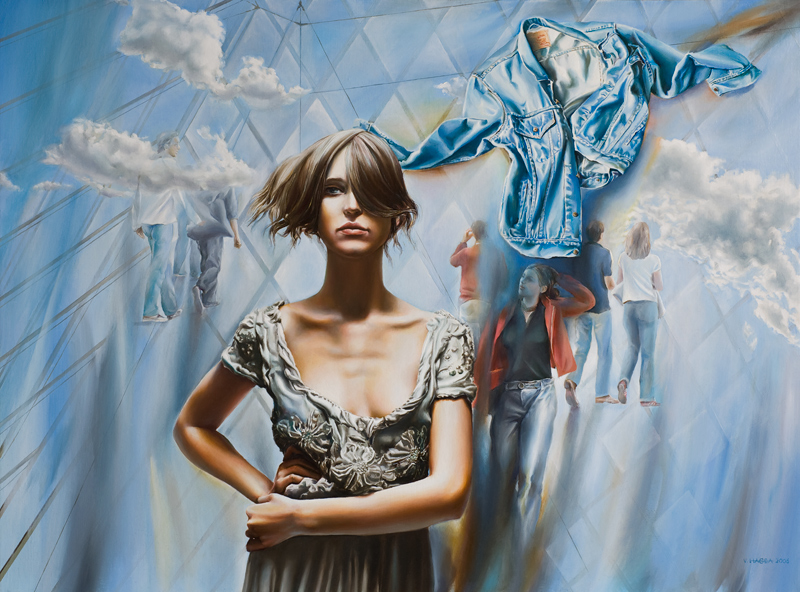
Pyramide der flüchtigen Begegnungen
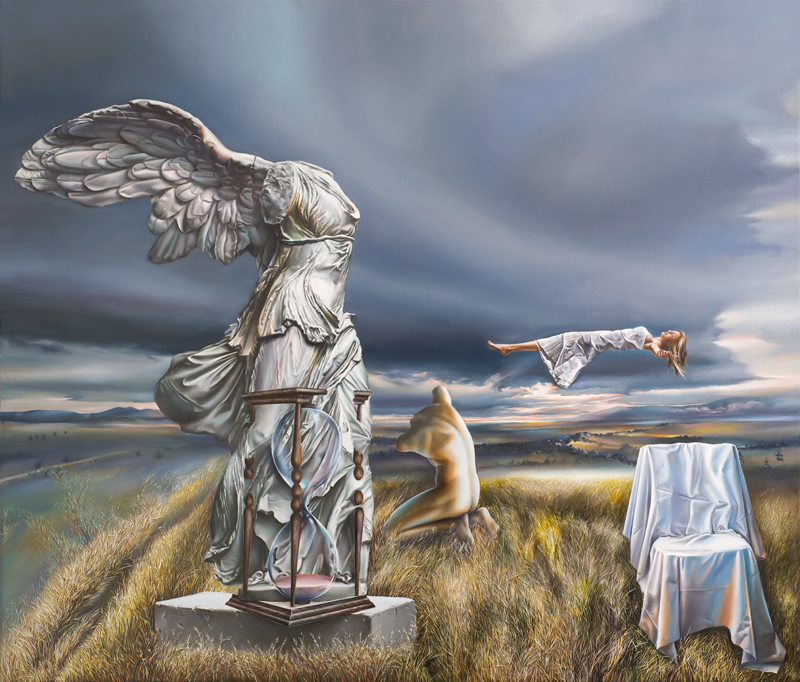
Warten auf Ikarus